# Cratere Yakima
Yakima  è un cratere sulla superficie di Marte.